# Bromur d'acetil
El compost químic bromur d'acetil és un compost orgànic halogenat amb la fórmula química {\displaystyle {\ce {C2H3BrO}}} o {\displaystyle {\ce {CH3COBr}}}. Pot tornar-se groc per exposició a l'aire i té una olor forta. Al bromur d'acetil es pot conèixer amb altre nom i és bromur d'àcid acètic.
Com és habitual per a un halogenur àcid, el bromur d'acetil s'hidrolitza ràpidament en aigua, formant àcid acètic i àcid bromhídric. També reacciona amb alcohols i amines per produir èsters d'acetat i acetamides, respectivament.

## Propietats
En entrar en contacte amb l'aigua i l'aire es descompon, i pot reaccionar amb elements orgànics i inorgànics. Reacciona amb aigua, etanol i metanol de forma violenta. El compost ataca als metalls si hi ha presència d'aigua. Aquest compost es pot trobar en estat líquid, és incolor i té una olor acre. No és compatible amb solvents orgànics: bases fortes (com hidròxid de sodi), agents oxidants ni amb èters.

## Preparació
Es prepara amb la reacció entre el tribromur de fòsfor i amb àcid acètic: ⁣
3 {\displaystyle {\ce {CH3COOH}}} + {\displaystyle {\ce {PBr3}}} → 3 {\displaystyle {\ce {CH3COBr}}} + {\displaystyle {\ce {H3PO3}}}

## Usos

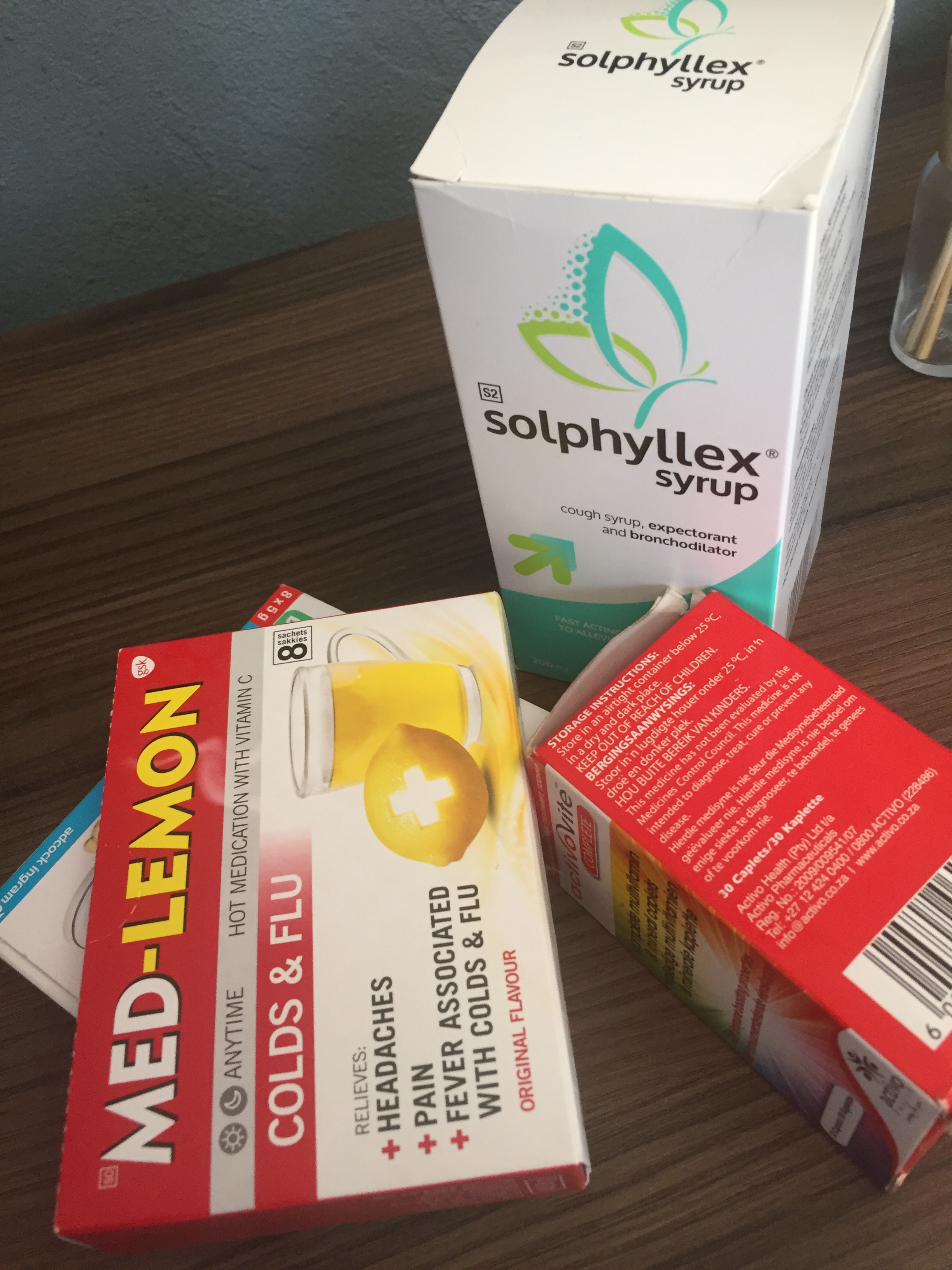
Ús farmacèutic del bromur d'acetil

S'empra com a agent acetilant a la producció de productes químics prims, agroquímics i farmacèutics. S'utilitza com a intermediant a l'elaboració de colorants.
El bromur d'acetil produeix èsters d'acetat i acetamides amb la reacció de diferents alcohols i amines.

## Toxicitat
Quan el bromur d'acetil es descompon per escalfament produeix fums tòxics i corrosius com bromur d'hidrogen. El compost es pot absorbir per la inhalació del seu vapor o per la ingestió. És una substància corrosiva i el seu vapor és perjudicial per als ulls, teixits i per als pulmons, per tant, en estat sòlid i gasos. Pot produir irritació a la gargamella i nas, produint tos o falta d'aire. Si es produeix un contacte prolongat o repetit amb la pell pot produir dermatitis. Al medi marí és igual de perjudicial per als éssers vius.